# ТШФ 1860 Мюнхен
ТШФ Мюнхен 1860 (на немски: Turn-und Sportverein München von 1860 e.V., Турн унд Шпортферайн Мюнхен фон 1860) е името на германски спортен клуб от град Мюнхен, провинция Бавария, с 19 089 членове. Основан е на 17 май 1860 г.
Шампион на Германия през 1966, носител на купата на страната през 1942 и 1964 г. Играе домакинските си срещи на Алианц Арена в Мюнхен. Екипът на отбора е синьо-бели фланелки, черни гащета и чорапи.

## Успехи

### Шампионати
- Шампион на Германия (1): 1965/66;[2]
- Вицешампион на Германия (2): 1930/31, 1966/67;
- Шампион на Южна Бавария (2): 1922, 1943;
- Шампион на Бавария (6): 1941, 1984, 1991, 1993, 1997, 2004;
- Шампион на Южна Германия (2): 1963, 1979;
- Вечно класиране на Първа Бундеслига: 19. място, 884 точки, 672 мача.[3]

### Купи
- Победител в Купата на Германия (2): 1942, 1964;[2]
- Шампион на Германия по футзал (1): 1996.

### Международни успехи
- Финалист за КНК (1): 1964/65;
- Участие в турнира за Купата на УЕФА (2): 1997, 2000;
- Участие в квалификациите за Шампионската лига: (1): 2000.

## Български футболисти
- Атанас Талев: 1940/41 (6 мача - 0 гола)
- Райчо Богословов: 1941/43
- Никола Б. Николов: 1943 (3 мача - 1 гола)
- Ганчо Василев-Манев: 1942/43
- Даниел Боримиров: 1995/2004 (214 мача - 32 гола)
- Христо Йовов: 1997/98 - (9 мача - 1 гол)